# 麥科德克羅斯羅茲 (阿拉巴馬州)
麥科德克羅斯羅茲（英語：McCord Crossroads）是一個位於美國阿拉巴馬州切羅基縣的非建制地區。該地的面積和人口皆未知。

## 地理
麥科德克羅斯羅茲的座標為34°06′59″N 85°27′35″W / 34.11638°N 85.45972°W，而該地最高點為海拔高度195米（即640英尺）。